# Косоре
Косоре (хорв. Kosore) — населений пункт у Хорватії, у Сплітсько-Далматинській жупанії у складі міста Врлика.

## Населення
Населення за даними перепису 2011 року становило 191 осіб.
Динаміка чисельності населення поселення:

## Клімат
Середня річна температура становить 11,65 °C, середня максимальна – 25,85 °C, а середня мінімальна – -3,84 °C. Середня річна кількість опадів – 953 мм.
| Клімат поселення                              | Клімат поселення | Клімат поселення | Клімат поселення | Клімат поселення | Клімат поселення | Клімат поселення | Клімат поселення | Клімат поселення | Клімат поселення | Клімат поселення | Клімат поселення | Клімат поселення | Клімат поселення |
| Показник                                      | Січ.             | Лют.             | Бер.             | Квіт.            | Трав.            | Черв.            | Лип.             | Серп.            | Вер.             | Жовт.            | Лист.            | Груд.            |                  |
| Середній максимум, °C                         | 9,24             | 9,96             | 13,24            | 16,96            | 21,53            | 25,29            | 25,85            | 25,84            | 21,61            | 17,06            | 11,83            | 8,79             |                  |
| Середня температура, °C                       | 2,70             | 3,43             | 6,71             | 10,41            | 15,00            | 18,74            | 21,16            | 21,13            | 16,91            | 12,38            | 7,14             | 4,10             |                  |
| Середній мінімум, °C                          | −3,84            | −3,12            | 0,17             | 3,87             | 8,46             | 12,20            | 16,46            | 16,43            | 12,21            | 7,68             | 2,43             | −0,6             |                  |
| Норма опадів, мм                              | 75               | 68               | 74               | 83               | 70               | 70               | 50               | 61               | 87               | 100              | 117              | 98               |                  |
| Середньомісячна швидкість вітру, м/с          | 1.72             | 1.98             | 2.23             | 2.20             | 1.98             | 1.74             | 1.75             | 1.61             | 1.69             | 1.71             | 1.96             | 1.95             |                  |
| Середньомісячна сонячна радіація, кДж/м²·день | 5302             | 8022             | 11650            | 16060            | 19927            | 22443            | 24124            | 21013            | 15713            | 10246            | 5724             | 4494             |                  |
| --------------------------------------------- | ---------------- | ---------------- | ---------------- | ---------------- | ---------------- | ---------------- | ---------------- | ---------------- | ---------------- | ---------------- | ---------------- | ---------------- | ---------------- |
| Джерело:                                      |                  |                  |                  |                  |                  |                  |                  |                  |                  |                  |                  |                  |                  |